# Liste der Baudenkmäler in Oberpöring
Auf dieser Seite sind die Baudenkmäler in der niederbayerischen Gemeinde Oberpöring zusammengestellt. Diese Tabelle ist eine Teilliste der Liste der Baudenkmäler in Bayern. Grundlage ist die Bayerische Denkmalliste, die auf Basis des Bayerischen Denkmalschutzgesetzes vom 1. Oktober 1973 erstmals erstellt wurde und seither durch das Bayerische Landesamt für Denkmalpflege geführt wird. Die folgenden Angaben ersetzen nicht die rechtsverbindliche Auskunft der Denkmalschutzbehörde.

## Baudenkmäler nach Ortsteilen

### Oberpöring
| Lage                          | Objekt                                                         | Beschreibung | Akten-Nr.    | Bild                                                           |
| ----------------------------- | -------------------------------------------------------------- | --- | ------------ | -------------------------------------------------------------- |
| Kirchenstraße 2 (Standort)    | Wohnstallhaus eines ehemaligen Dreiseithofs                    | zweigeschossiger Satteldachbau mit Traufschrot, Putzgliederung und giebelseitigen Heiligenfresken, 1830; ehemaliges Austragshaus, zweigeschossiger Greddachbau mit Treppengiebel und Traufschrot, 1830 | D-2-71-139-2 | Wohnstallhaus eines ehemaligen Dreiseithofs                    |
| Kirchenstraße 9 (Standort)    | Katholische Pfarrkirche St. Martin                             | gotischer Saalbau mit eingezogenem Chor und Satteldach-Südturm, im Kern wohl 14. Jahrhundert, im 16./17. Jahrhundert verändert; mit Ausstattung                                                        | D-2-71-139-1 | weitere Bilder                                                 |
| Kirchenstraße 13 (Standort)   | Ehemaliges Wohnstallhaus                                       | zweigeschossiger, teilweise verschindelter Blockbau mit Flachsatteldach, Ende 18. Jahrhundert | D-2-71-139-3 | BW                                                             |
| Landauer Straße 24 (Standort) | Torpfeiler der ehemaligen Toranlage des abgegangenen Schlosses | 16. /17. Jahrhundert | D-2-71-139-4 | Torpfeiler der ehemaligen Toranlage des abgegangenen Schlosses |

### Bürg
| Lage                    | Objekt           | Beschreibung                                                                            | Akten-Nr.    | Bild           |
| ----------------------- | ---------------- | --------------------------------------------------------------------------------------- | ------------ | -------------- |
| Maria Bürg 2 (Standort) | Wallfahrtskirche | kleiner barocker Saalbau mit eingezogenem Chor und Dachreiter, um 1690; mit Ausstattung | D-2-71-139-6 | weitere Bilder |

### Gneiding
| Lage                  | Objekt                                       | Beschreibung | Akten-Nr.    | Bild |
| --------------------- | -------------------------------------------- | --- | ------------ | ---- |
| Gneiding 1 (Standort) | Katholische Filialkirche St. Simon und Judas | spätromanischer bzw. frühgotischer Saalbau mit eingezogenem Chor und Südturm, 13./14. Jahrhundert; mit Ausstattung | D-2-71-139-7 | BW   |

### Niederpöring
| Lage                         | Objekt                                   | Beschreibung | Akten-Nr.     | Bild                                     |
| ---------------------------- | ---------------------------------------- | --- | ------------- | ---------------------------------------- |
| Nähe Niederpöring (Standort) | Pestkapelle                              | barocker kleiner Satteldachbau mit Zwiebel-Dachreiter, vor Mitte 17. Jahrhundert; mit Ausstattung                                                              | D-2-71-139-14 | Pestkapelle                              |
| Niederpöring 9 (Standort)    | Ehemaliges Wohnstallhaus                 | erdgeschossiger Satteldachbau, 18./19. Jahrhundert, Veränderungen 1921                                                                                         | D-2-71-139-16 | BW                                       |
| Niederpöring 14 (Standort)   | Ehemaliges Wohnstallhaus                 | zweigeschossiger Blockbau mit Satteldach und Kniestock, Mitte 18. Jahrhundert                                                                                  | D-2-71-139-13 | Ehemaliges Wohnstallhaus                 |
| Niederpöring 23 (Standort)   | Ehemaliges Schloss, jetzt Rathaus        | dreigeschossiger barocker Walmdachbau mit zwei polygonalen Ecktürmen und Freitreppe, im Kern 1700, im 19./20. Jahrhundert stark verändert                      | D-2-71-139-9  | weitere Bilder                           |
| Niederpöring 25 (Standort)   | Katholische Pfarrkirche St. Bartholomäus | barockisierte frühgotische Chorturmanlage, im Kern zweite Hälfte 13. Jahrhundert, Langhaus und Turmoberbau 1658/59 verändert, 1908 verlängert; mit Ausstattung | D-2-71-139-8  | Katholische Pfarrkirche St. Bartholomäus |
| Niederpöring 34 (Standort)   | Doppelhaus                               | zwei- bzw. eineinhalbgeschossige, teilweise verschindelte sowie ausgemauerte Blockbauten mit Flachsatteldächern, Ende 18. Jahrhundert                          | D-2-71-139-12 | Doppelhaus                               |
| Niederpöring 48 (Standort)   | Ehemaliges Gasthaus                      | zweigeschossiger Walmdachbau mit Putzgliederung, letztes Viertel 18. Jahrhundert                                                                               | D-2-71-139-11 | Ehemaliges Gasthaus                      |
| Niederpöring 72 (Standort)   | Kleinhaus                                | erdgeschossiger Blockbau mit Satteldach, geschweiftem Sturz und ausgemauertem Westteil, erste Hälfte 18. Jahrhundert                                           | D-2-71-139-10 | Kleinhaus                                |
| Niederpöring 200 (Standort)  | Heiligenhäuschen                         | kleiner Satteldachbau, Mitte 19. Jahrhundert; mit Ausstattung                                                                                                  | D-2-71-139-15 | Heiligenhäuschen                         |